# Нуну Тавареш
Нуну Тавареш (порт. Nuno Tavares, нар. 26 січня 2000, Лісабон) — португальський футболіст, захисник лондонського «Арсенала» і збірної Португалії. На умовах оренди грає за «Лаціо».

## Клубна кар'єра
Народився 26 січня 2000 року в місті Лісабон. Вихованець юнацьких команд футбольних клубів «Каза Піа», «Спортінг» та «Бенфіка». З 2016 року став виступати у складі другої команди «Бенфіки». Дебютував за неї 27 жовтня 2018 року в матчі проти ковільянського «Спортінга» у Сегунда-лізі. Загалом до кінця сезону взяв участь у 12 матчах чемпіонату.
4 серпня 2019 року в поєдинку за Суперкубок Португалії проти столичного «Спортінга» Тавареш дебютував за основний склад, а також став володарем трофею. 10 серпня в матчі проти «Пасуш де Феррейра» він дебютував у Сангріш-лізі. У цьому ж поєдинку Нуну забив свій перший гол за «Бенфіку».
10 липня 2021 року лондонський «Арсенал» придбав гравця за 8 млн євро; Тавареш отримав 20-й номер в клубі.

## Виступи за збірні
2018 року дебютував у складі юнацької збірної Португалії (U-18), загалом на юнацькому рівні взяв участь у 22 іграх, відзначившись одним забитим голом.
З 2019 року залучався до складу молодіжної збірної Португалії. На молодіжному рівні зіграв у 16 офіційних матчах, забив 1 гол.
| Дата       | Місто | Господарі  | Результат | Гості  | Турнір                               | Голи | Примітки  |
| ---------- | ----- | ---------- | --------- | ------ | ------------------------------------ | ---- | --------- |
| 15-11-2024 | Порту | Португалія | 5 – 1     | Польща | Ліга націй УЄФА 2024-2025 - 1-й етап | -    | 88' 90+1' |
| Усього     |       | Матчів     | 1         |        | Голів                                | 0    |           |

## Титули і досягнення
- Володар Суперкубка Португалії (1):

«Бенфіка»: 2019